# Vena circunfleja ilíaca superficial
La vena circunfleja ilíaca superficial es una vena que sigue a la arteria circunfleja ilíaca superficial y se vacía en la vena safena mayor.

## Imágenes adicionales

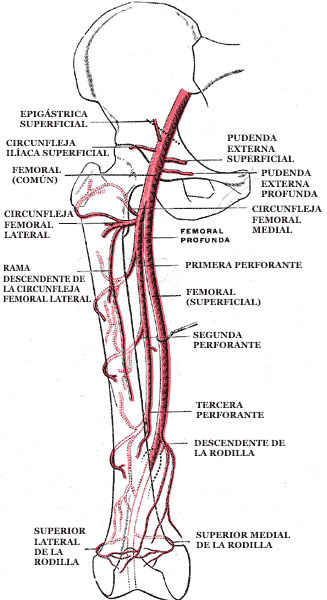
Esquema de la arteria femoral y otras arterias derivadas. La arteria circunfleja ilíaca superficial está señalada arriba y a la izquierda.